# Sergestes
Sergestes is een geslacht van kreeftachtigen uit de klasse van de Malacostraca (hogere kreeftachtigen).

## Soorten
- Sergestes arachnipodus (Cocco, 1832)
- Sergestes atlanticus H. Milne Edwards, 1830
- Sergestes cornutus Krøyer, 1855
- Sergestes formosensis Yokoya & Shibata, 1965
- Sergestes grandipes Yokoya & Shibata, 1965
- Sergestes hamifer Alcock & Anderson, 1894
- Sergestes henseni (Ortmann, 1893)
- Sergestes latirostris Yokoya & Shibata, 1965
- Sergestes similis Hansen, 1903